# Maclear
Maclear is een plaats met 9000 inwoners, in de Zuid-Afrikaanse provincie Oost-Kaap.

## Subplaatsen
Het nationaal instituut voor de statistiek, Stats SA, deelt sinds de census 2011 deze hoofdplaats in in 8 zogenaamde subplaatsen (sub place), waarvan de grootste zijn:
Clearview • Maclear SP • Peter Mokaba • Sondernooi.